# Gelochelidon nilotica

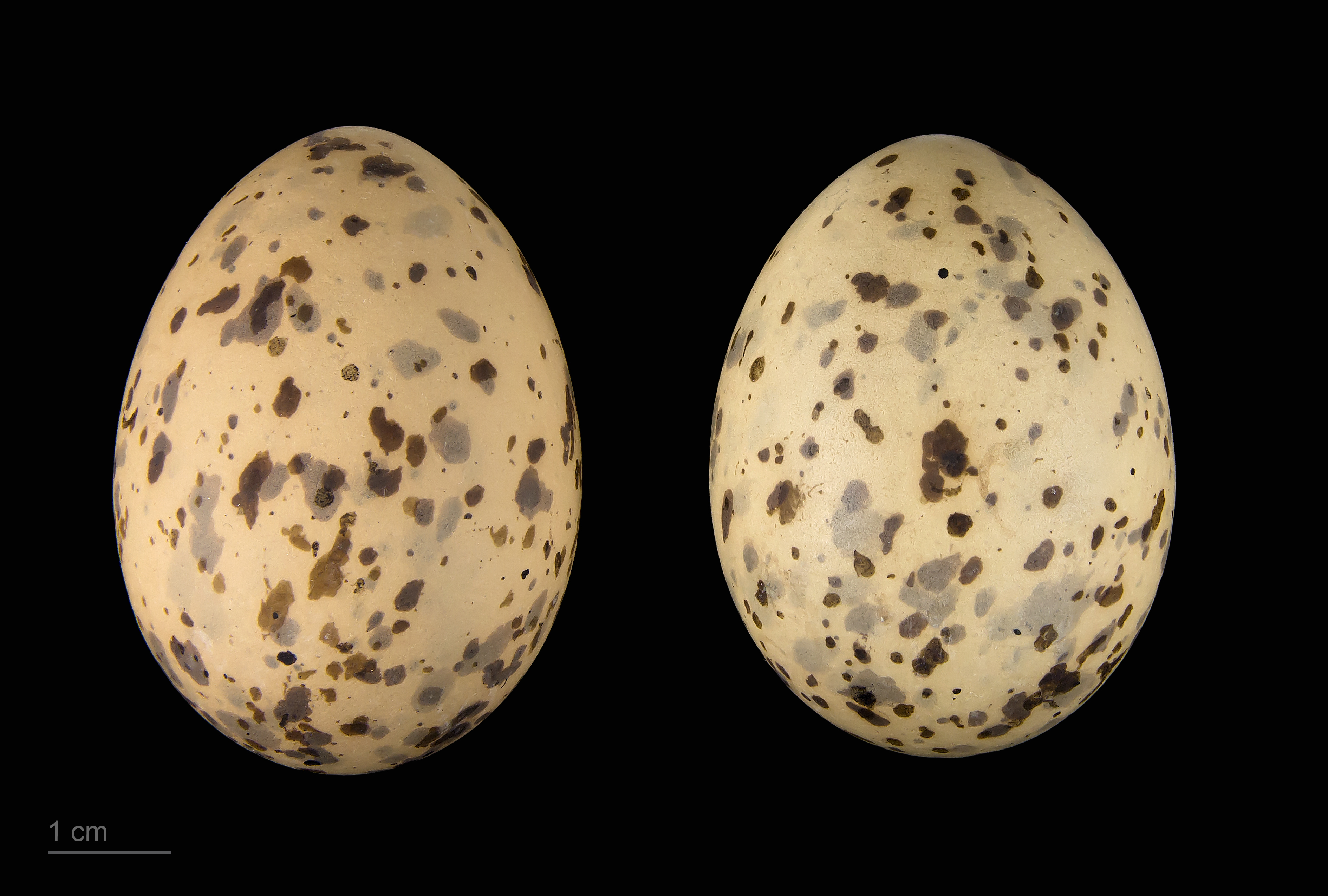
Gelochelidon nilotica

La  sterna zampenere  (Gelochelidon nilotica, Gmelin, 1789) è un uccello della sottofamiglia Sterninae, nella famiglia dei laridi. Era l'unica rappresentante del genere Gelochelidon fino alla riclassificazione della sterna australiana (Gelochelidon macrotarsa), in precedenza considerata una sottospecie della sterna zampenere.

## Sistematica
La sterna zampenere ha 5 sottospecie:
- Sterna nilotica nilotica
- Sterna nilotica affinis
- Sterna nilotica aranea
- Sterna nilotica vanrossemi
- Sterna nilotica groenvoldi

## Distribuzione e habitat
Vive in tutto il mondo, in Italia le nidificazioni sono rare, e ci sono pochissime colonie, in habitat nei pressi del mare.

## Descrizione
La sterna zampenere deve il suo nome alle sue zampe palmate nere. Ha il piumaggio quasi interamente bianco eccezion fatta per la testa che presenta un piumaggio nero. Il becco è di un colore molto scuro tendente al nero .